# No Limit (Lied)
No Limit ist ein Lied des belgisch-niederländischen Dance-Duos 2 Unlimited aus dem Jahr 1993. Es wurde von Phil Wilde, Jean-Paul De Coster, Ray Slijngaard und Anita Dels geschrieben und am 18. Januar 1993 vorab als erste Single des zweiten Studioalbums No Limits ausgekoppelt.

## Hintergrund
No Limit wurde von Phil Wilde, Jean-Paul De Coster, Ray Slijngaard und Anita Dels geschrieben und von Wilde und De Coster produziert. Es erschien im Januar 1993 über die Label Byte Records, ZYX Music und PWL als Single. Es handelt sich um einen schnellen Eurodance-/Eurohouse-/Techno- oder auch Breakbeat-Song. In den Strophen wird Sprechgesang verwendet. Der Songtext beschreibt, dass es keine Grenzen gebe und kein Berg zu hoch oder Tal zu tief sei: „No no limits, we'll reach for the sky! / No valley to deep, no mountain too high / No no limits, won't give up the fight / We do what we want and we do it with pride“. Die Protagonisten zeigen sich stolz darauf, Techno zu machen.

## Musikvideo
Auch ein Musikvideo wurde zu dem Song gedreht. Die Gruppe tanzt auf einem Bühnensetting, das dem Spielfeld eines Flippers ähnelt. Auch wird zwischendurch ein Flipper gezeigt.

## Ranglisten
In den Bravo-Jahrescharts 1993 erreichte No Limit mit 320 Punkten den achten Platz.

## Kommerzieller Erfolg

### Chartplatzierungen
Der Song erreichte weltweit Spitzenpositionen in den Charts, darunter in zahlreichen Ländern Platz eins. In Deutschland erreichte der Song Platz zwei der Charts, in Österreich und Schweiz Platz eins. Letzteres gelang auch im Vereinigten Königreich, Belgien, Dänemark, Finnland, Frankreich, den Niederlanden, Norwegen, Portugal, Schweden und Spanien.
| ChartsChartplatzierungen     | Höchstplatzierung | Wochen |
| ---------------------------- | ----------------- | ------ |
| Belgien (Ultratop)           | 1 (17 Wo.)        | 17     |
| Deutschland (GfK)            | 2 (29 Wo.)        | 29     |
| Niederlande (Media Markt)    | 1 (17 Wo.)        | 17     |
| Österreich (Ö3)              | 1 (21 Wo.)        | 21     |
| Schweiz (IFPI)               | 1 (26 Wo.)        | 26     |
| Vereinigtes Königreich (OCC) | 1 (16 Wo.)        | 16     |

| ChartsJahrescharts (1993)    | Platzierung |
| ---------------------------- | ----------- |
| Belgien (Ultratop)           | 7           |
| Deutschland (GfK)            | 5           |
| Niederlande (Media Markt)    | 3           |
| Österreich (Ö3)              | 4           |
| Schweiz (IFPI)               | 4           |
| Vereinigtes Königreich (OCC) | 4           |

### Auszeichnungen für Musikverkäufe
| Land/Region                  | Auszeichnungen für Musikverkäufe (Land/Region, Auszeichnung, Verkäufe) | Verkäufe  |
| ---------------------------- | ---------------------------------------------------------------------- | --------- |
| Australien (ARIA)            | Gold                                                                   | 35.000    |
| Deutschland (BVMI)           | Platin                                                                 | 500.000   |
| Frankreich (SNEP)            | Gold                                                                   | 352.000   |
| Niederlande (NVPI)           | Platin                                                                 | 75.000    |
| Österreich (IFPI)            | Gold                                                                   | 25.000    |
| Schweiz (IFPI)               | Platin                                                                 | 50.000    |
| Vereinigtes Königreich (BPI) | —                                                                      | 532.000   |
| Insgesamt                    | 3× Gold · 3× Platin ·                                                  | 1.569.000 |